# Avstrijska Nizozemska
Avstrijska Nizozemska  je bilo ozemlje burgundskega kroga Svetega rimskega cesarstva med letoma 1714 in 1797. Obdobje se je začelo z avstrijsko pridobitvijo nekdanje španske Nizozemske v skladu s pogodbo iz Rastatta leta 1714. Kot politična enota je prenehala obstajati, ko je ozemlje zavzela in priključila revolucionarna Francija po bitki pri Sprimontu leta 1794 in Baselskem miru leta 1795. Avstrija se je leta 1797 z mirovno pogodbo v Campo Formiu odpovedala svoji provinci.

## Zgodovina
Po pogodbi iz Rastatta (1714) so bili po vojni za špansko nasledstvo preostali deli španske Nizozemske odstopljeni Avstriji. Krog je še naprej dajal en sam sedež v Reichstagu njegovemu lastniku, zdaj samemu cesarju kot burgundskemu vojvodi. Administrativno je bila država razdeljena na štiri tradicionalne vojvodine, tri grofije in različna gospostva.

### Brabantska revolucija
V osemdesetih letih 17. stoletja se je pojavilo nasprotovanje liberalnim reformam cesarja Jožefa II., ki so bile razumljene kot napad na katoliško cerkev in tradicionalne institucije v Avstrijski Nizozemski. Odpor, ki je naraščal, je bil največji v avtonomni in bogati vojvodini Brabant in grofiji Flandriji. Po nemirih in protestih, znani kot Mala revolucija leta 1787, se je veliko nasprotnikov zateklo v sosednjo nizozemsko republiko, kjer so oblikovali uporniško vojsko. Kmalu po izbruhu francoske in lieške revolucije je emigrantska vojska vstopila v Avstrijsko Nizozemsko in 27. oktobra 1789 v bitki pri Turnhoutu  odločilno porazila Avstrijce. Uporniki so ob podpori vstaj po vsem ozemlju kmalu prevzeli nadzor nad večjim delom ozemlja in razglasili neodvisnost. Kljub tihi podpori Prusije neodvisni Združeni belgijski stanovi, ustanovljeni januarja 1790, niso prejeli tujega priznanja. Prišlo je do notranjih delitev po ideoloških linijah. Vonckisti, ki jih je vodil Jan Frans Vonck, so zagovarjali napredno in liberalno vlado, medtem ko so bili statisti, ki jih je vodil Hendrika Van der Noota, trdno konservativni in jih je podpirala Cerkev. Statisti, ki so imeli širšo bazo podpore. Vonckovci so morali pred terorjem odditi v izgnanstvo. 
Do sredine leta 1790 je habsburška Avstrija končala vojno z Otomanskim cesarstvom.  Pripravila se je na zatrtje upornikov. Novi cesar Svetega rimskega cesarstva, Leopold II., je bil tudi liberalec in je predlagal amnestijo za upornike. Po porazu statistične vojske v bitki pri Falmagnu (22. september 1790) je bila revolucija do decembra poražena. Ponovna vzpostavitev Avstrijskega nadzora je bila kratkotrajna.  Ozemlje so zavzeli Francozi leta 1794  po bitki pri Fleurusu (med vojno prve koalicije) in si ga priključili.

### Cesarski državni svetniki
Državni svetniki so delovali kot vlada in so oblikovali svet s cesarskim soglasjem: 
- Baron Franz von Reischach, cesarski diplomat
- Kardinal von Migazzi
- Kardinal von Frankenberg
- baron Gottignies, cesarski gosposki komornik
- Filip Cobenzl, podkancler cesarskega državnega sveta
- Henri d'Ognies, princ Grimberghenski, cesarski gosposki komornik
- grof Neny; predsednik tajnega sveta, član cesarskega državnega sveta
- grof Woestenraedt, cesarski gosposki komornik.
- markiz Chasteler, gosposki komornik
- grof Gomegnies, predsednik sveta Hainauta
- vikont Villerski; Cesarski generalni zakladnik
- Franc Jožef, knez Gavrski: veliki maršal cesarskega dvora nadvojvodinje.